# ONE☆DRAFT
ONE☆DRAFT（ワン・ドラフト）は、帝京高校野球部出身の日本の2人組音楽グループ。

## メンバー
- LANCE（ランス）MC・ボーカル
福岡県出身。4月21日生まれ。身長180cm。帝京高校時代のポジションはセンター。
5歳から中学3年生までピアノのレッスンを受け、クラシックの素地を身につけた。そのため、現在もピアノでメロディーラインを作り歌詞を書く[1]。
初めて買ったCDは横浜銀蝿のベストアルバム[1]。音楽を始めたきっかけは、5歳から中学3年生まで習い続けたクラシックピアノ。小学5年生の頃、ベートーベンの『月光』を映画で聴いて、クラシック音楽の表現力の凄さに感動したという[1]。
チョコレート等甘いものがとても好きである。しかし果物は嫌いだという。
ブログでは、コメントを書いた人の誕生日を祝っていた時期があった。
メンバーの中で最も髪型や髪色の変わる頻度が高い。
- DJ MAKKI（マッキー）DJ
沖縄県出身。4月6日生まれ。身長172cm。帝京高校時代のポジションはピッチャー。最高球速は130km/hぐらいだったという。
初めて買ったCDはCHAGE and ASKAの『SAY YES』。音楽を始めたきっかけは、高校時代、RYOからターンテーブルを譲り受けたこと[1]。

## 元メンバー
- RYO（リョウ）ボーカル
東京都出身。7月26日生まれ。身長186cm。帝京高校時代のポジションはキャッチャー。
初めて買ったCDはJ-WALKの『何も言えなくて…夏』。音楽を始めたきっかけは、オーディション番組に軽い気持ちで応募し、最終選考まで残ったこと。地元の仲間と受けにいく、くらいのノリであったが、それが人前で本格的に歌った初めての経験だったという[1]。ゲーマーで、ブログの写真にもゲームをする姿がたびたび掲載されていた。
2019年10月、脱退。

## 概説

### 野球関連
全員1981年生まれの同級生である。中学卒業後、3人は帝京高校野球部に特待生として入部（1学年上に森本稀哲が在籍）。高校入学後、2年生のとき、同校は第80回全国高等学校野球選手権大会に出場したが、当人たちはスタンドでの応援であった。
野球部出身ということもあり、DJ / RAPPER / SINGERそれぞれドラフト1位という願いを込め「ONE☆DRAFT」を結成。目標は「甲子園ワンマンライブ」である。
キャッチコピーは「ドラフト1位大型ルーキー」。宣伝文句は「バットをマイクに握り替え、目指すはミュージックシーンのスラッガー（強打者）!甲子園ワンマンライブで、再び甲子園の地を踏むことを硬く決意」。
2007年と2008年には、J SPORTS STADIUM 野球好きのテーマソングを担当。
- 2007年:『大航海』
- 2008年:『ワスレナSWEEEEENG!』

シングル『情熱』が、日本テレビ系『PRIDE&SPIRIT 日本プロ野球 2009』のテーマソングに起用され、2009年5月3日（日）に福岡 Yahoo! JAPANドームで行われた福岡ソフトバンクホークス×千葉ロッテマリーンズ戦の試合開始前イベント「Asahi SUPER DRY MUSIC LIVE」で歌唱し、同年8月16日に東京ドームで行われた読売ジャイアンツ×阪神タイガース戦では始球式も務め、試合終了後に歌唱した。ちなみに両日共に中継は日本テレビ系列の放送局が担当している（5月3日はFBSで福岡ローカル、8月16日は日本テレビで全国ネット）。
2010年:『ワンダフルデイズ』『TRAIN』を、5月2日（日）に福岡 Yahoo! JAPANドームで行われた福岡ソフトバンクホークス×千葉ロッテマリーンズ戦の試合開始前イベント「Asahi SUPER DRY LIVE POP HAWKS」で歌唱。またその模様はTVQ九州放送での試合中継内で放送された。
2015年、KBS京都「第97回全国高校野球選手権 京都大会」試合中継のオープニングテーマに4thアルバム『ガチウタ』収録の「陽炎の向こう」、エンディングテーマには6thアルバム『ALL FOR ONE』収録の「Over Drive」がそれぞれ起用された。

### 結成までの経緯
LANCEは高校卒業後、アメリカ・ボストンに留学。ヒップホップを初めとする音楽文化を各地で吸収して5年後に帰国した。帰国後再会したDJ MAKKIは既に年間約80本をこなすクラブDJとして、また、SOULHEADのライブDJとして活躍していた。MAKKIに誘われ、LANCEはクラブのMCとして出演するようになる。一方、横浜のソウルバーで働きながらステージで歌う経験を積んでいたRYOを「3人だとやれることが広がるから」と誘い、ユニットを結成した。ユニットを結成したとき高校卒業から6年経っていた。

## 音楽性
主にLANCEとRYOが作詞作曲を担当するが、多くの作品はLANCEが担当している。彼らの楽曲がメロディアスでポップ感にあふれているのは、ベートーベンから横浜銀蝿まで愛聴するLANCEの音楽経験や作曲術に由来している。またLANCEは福岡県出身ということもあり、歌詞に九州弁を取り入れることもある。

## 歴史
- 2007年
  - 3月21日、ソニー・ミュージックアソシエイテッドレコーズよりメジャー・デビュー。デビューシングル『フルサト』発売。5月16日付のUSEN総合チャートで1位を獲得。
  - 7月4日、1枚目のミニアルバム『SUMMER DAYZ』発売。
  - 7月7日、アルバム発売記念ライブ｢SUMMER DAYZ PARTY!!｣開催。
  - 8月11日、サマーソニック初出演。
  - 11月21日、2枚目のシングル『ラヴソング』発売。シングルでは最高位のオリコンチャート35位を記録。
- 2008年
  - 1月23日、3枚目のシングル『一歩一歩 ～終わりなき道しるべ～』発売。
  - 3月5日、1枚目のフルアルバム『ONE FOR ALL』発売。シングル･アルバムで最高位のオリコン12位を記録。
  - 4月29日と5月6日に初のワンマンライブ｢ONE FOR ALL LIVE｣開催。
  - 8月13日、4枚目のシングル『青春の雨（なみだ）』発売。
  - 12月11日と12月18日にワンマンライブ｢PYLON｣開催。
- 2009年
  - 1月14日、5枚目のシングル『アイヲクダサイ』発売。オリコン初登場14位、配信60万ダウンロードを記録するなどグループ史上最大のヒット曲となる。
  - 5月3日、福岡 Yahoo! JAPANドームでの試合前イベント「ASAHI SUPER DRY LIVE POP HAWKS」で熱唱。初めて野球場でライブを行う。
  - 5月13日、6枚目のシングル『情熱』発売。
  - 6月24日、2枚目のフルアルバム『DREAMAKER』発売。
  - 8月16日、東京ドームでの読売ジャイアンツ×阪神タイガース戦で始球式をし、LANCEの速球で場内をおおいにわかせる。試合終了後にライブも行う。
  - 11月11日、7枚目のシングル『ワンダフルデイズ』発売。
  - 11月23日から12月6日にかけて、全国5ヶ所で、初の全国ツアー「DREAMING TOUR 2009」開催。
- 2010年
  - 3月31日、8枚目のシングル『TRAIN』発売。
  - 5月2日、福岡 Yahoo! JAPANドームでの試合前イベント「ASAHI SUPER DRY LIVE POP HAWKS」に2年連続の出演。「ワンダフルデイズ」「TRAIN」を約35000人の観衆の中熱唱。
  - 5月3日から29日にかけて、全国11ヶ所で「Bee Alive」開催。6月12日には東京で追加公演「"蜂の巣"in 東京」を開催。
  - 6月30日、9枚目のシングル『夜空』発売。
  - 9月15日、10枚目のシングル『5年後……』発売。
  - 11月10日、3枚目のフルアルバム『蜂の巣』発売。
  - 12月3日から23日にかけて、全国7ヶ所で「Bee Alive vol.2」開催。
- 2011年
  - 4月21日から6月12日にかけて、全国12ヶ所で「Bee Alive vol.3 」開催。6月25日には追加公演として「"蜂の巣" in 大阪」をなんばHatchにて開催。
  - 5月4日、福岡 Yahoo! JAPANドームでの試合前イベント「ASAHI SUPER DRY LIVE POP HAWKS」に3年連続出演。「アイヲクダサイ」「まだ止まれない（未発表曲）」を熱唱し、ミニライブ終了後にはRYOが国歌を独唱した。
  - 8月11日、サマーソニック2回目の出演
  - 8月20日から22日の3日間にわたって、初めてのファンクラブツアー「Bee旅夢気分 in 伊東」開催。
  - 9月21日、6月に行われた追加公演の模様を映像化した、初のDVD作品となる『LIVE 2011「蜂の巣」in 大阪 ～at なんばHatch～』を発売。
  - 11月13日から12月22日にかけて、全国6ヵ所で「DREAMING TOUR vol.2」開催。
- 2012年
  - 4月12日から30日にかけて、全国6ヵ所で「Bee Alive vol.4」開催。
  - 8月18日から20日にかけて、2度目のファンクラブツアー「Bee旅夢気分 in 長良川」開催。
  - 11月22日から12月14日にかけて、全国5ヵ所で「Bee Alive vol.5」開催。2013年1月19日には東京・新宿BLAZEで追加公演「"蜂の巣"in 東京」を開催。
- 2013年
  - 1月22日、所属レコード会社を徳間ジャパンコミュニケーションズへ移籍することを発表。
  - 4月3日、約2年半振りのリリースとなる11枚目のシングル『あいたくて、あえなくて、あいしてる』発売。
  - 4月19日から7月12日にかけて、全国14ヵ所で「Bee Alive vol.6」開催。
  - 7月24日、4枚目のフルアルバム『ガチウタ』発売。
  - 8月23日から25日にかけて、3度目のファンクラブツアー「Bee旅夢気分 in 琵琶湖」開催。
  - 10月26日、なんばHatchにて「蜂の巣 2013 in 大阪 ～来場者全員に贈る「蜂の巣」テーマソング～」を開催。
  - 11月13日、12枚目のシングル『ダイヤモンド 〜世界で一番固いイシ〜』発売。
  - 12月21日から翌年1月26日にかけて、全国5ヵ所で「Bee Alive vol.7」開催。
- 2014年
  - 4月20日から5月10日にかけて、全国7ヵ所で「DREAMING TOUR vol.3」開催。
  - 8月23日から25日にかけて、4度目のファンクラブツアー「Bee旅夢気分 in 博多」開催。
  - 10月22日、5枚目のフルアルバム『ダイナマイト』発売。
- 2015年
  - 1月11日から30日にかけて、全国6ヵ所で「Bee Alive vol.7.5」開催。
  - 8月5日、6枚目のフルアルバム、『ALL FOR ONE』発売。
  - 8月8日、デビュー8周年を記念して、グループ初の単独野外公演である「蜂桜祭 2015' in 野音 ～蜂の巣8周年スペシャル～」を服部緑地野外音楽堂にて開催。
  - 12月5日から25日にかけて、全国6ヵ所で「Bee Alive vol.8」開催。
  - 12月31日、契約終了に伴い、所属事務所であるP.G.L.Mを退社。
- 2016年
  - 4月2日から16日にかけて、全国5ヵ所で「REVERSIBLE TOUR 2016」開催。今ツアーはライブの前半をバラード曲、後半をアゲ曲のみで構成したセットリストで行われた。（ただしツアーファイナルのみバラード公演とアゲ公演の同日2部に分けて開催。）
  - 7月1日から3日にかけて、2年ぶりとなる5度目のファンクラブツアー「Bee旅夢気分 in 神戸」を開催。
  - 10月5日、7枚目のオリジナルアルバム『スタートライン』発売。また、アルバムリリースに伴い、10月22日から11月12日にかけて「Bee Alive vol.9」を全国6ヵ所にて開催。
- 2017年
  - 1月25日、デビュー10周年を記念して、グループ初のベストアルバム『俺タチのまとめ盤』を発売。
  - 4月1日から5月7日にかけて全国8ヵ所にて「Bee Alive vol.10 ~SINCE 2007.3/21 終わりなき道しるべ~」を開催、さらに5月27日には大阪・服部緑地野外音楽堂にて「デビュー10周年記念『蜂桜祭』~大阪服部緑地 野音SP~」が開催された。
  - 12月20日、8枚目のオリジナルアルバム『ENDRUN』発売。また、このアルバムを引っ提げ、全国7ヵ所で「DREAMING TOUR vol.4」を開催。
- 2018年
  - 春のツアーとして、全国7ヵ所で「Bee Alive vol.11」を開催。
  - 6月6日、約4年半振りとなる13枚目のシングル『自分時代』と、2017年に行われた10周年記念ライブの模様を映像化したライブDVD『デビュー10周年記念「蜂桜祭」～大阪服部緑地 野音SP～』を同時発売。
  - 12月、全国4ヵ所にて冬のツアー「Bee Alive vol.12」を開催。
- 2019年
  - 全国9ヵ所にて春のツアー「Bee Alive vol.13」を開催予定。
- 2023年
  - 2月17日、ボーカルLANCEが咽頭がんの療養による当面の活動休止を発表[2][3][4]。

## ディスコグラフィー

### シングル
| 枚   | 発売日         | タイトル                            | 順位 |
| ---- | -------------- | ----------------------------------- | ---- |
| 1st  | 2007年3月21日  | フルサト                            | 92位 |
| 2nd  | 2007年11月21日 | ラヴソング                          | 35位 |
| 3rd  | 2008年1月23日  | 一歩一歩 ～終わりなき道しるべ～     | 47位 |
| 4th  | 2008年8月13日  | 青春の雨（なみだ）                  | 39位 |
| 5th  | 2009年1月14日  | アイヲクダサイ                      | 14位 |
| 6th  | 2009年5月13日  | 情熱                                | 43位 |
| 7th  | 2009年11月11日 | ワンダフルデイズ                    | 27位 |
| 8th  | 2010年3月31日  | TRAIN                               | 39位 |
| 9th  | 2010年6月30日  | 夜空                                | 29位 |
| 10th | 2010年9月15日  | 5年後……                             | 19位 |
| 11th | 2013年4月3日   | あいたくて、あえなくて、あいしてる  | 42位 |
| 12th | 2013年11月13日 | ダイヤモンド 〜世界で一番固いイシ〜 | 60位 |
| 13th | 2018年6月6日   | 自分時代                            | 72位 |

### フル・アルバム
| 枚  | 発売日         | タイトル       | 順位  |
| --- | -------------- | -------------- | ----- |
| 1st | 2008年3月5日   | ONE FOR ALL    | 12位  |
| 2nd | 2009年6月24日  | DREAMAKER      | 13位  |
| 3rd | 2010年11月10日 | 蜂の巣         | 20位  |
| 4th | 2013年7月24日  | ガチウタ       | 43位  |
| 5th | 2014年10月22日 | ダイナマイト   | 43位  |
| 6th | 2015年8月5日   | ALL FOR ONE    | 40位  |
| 7th | 2016年10月5日  | スタートライン | 63位  |
| 8th | 2017年12月20日 | ENDRUN         | 120位 |

### ミニ・アルバム
| 枚  | 発売日       | タイトル    | 順位  |
| --- | ------------ | ----------- | ----- |
| 1st | 2007年7月4日 | SUMMER DAYZ | 113位 |

### ベスト・アルバム
| 枚  | 発売日        | タイトル         | 順位 |
| --- | ------------- | ---------------- | ---- |
| 1st | 2017年1月25日 | 俺タチのまとめ盤 | 92位 |

### DVD
| 枚  | 発売日        | タイトル                                            |
| --- | ------------- | --------------------------------------------------- |
| 1st | 2011年9月21日 | LIVE 2011 「蜂の巣」in 大阪 ～at なんばHatch～      |
| 2nd | 2018年6月6日  | デビュー10周年記念「蜂桜祭」～大阪服部緑地 野音SP～ |

### 未発売音源
- 「キャンドル」
 2011年3月、東日本大震災の直後、メンバーのLANCEが被災地の復興を願って作り、YouTubeに投稿した楽曲。現在、元の動画は削除されている。
- 「まだ止まれない」
 2011年春のツアー、「Bee Alive vol.3」からライブ限定で唄われてきた楽曲であり、彼らの定番曲のひとつでもある。長年にわたってファンから音源化を待望されていた楽曲であり、満を持して2017年1月25日発売のベストアルバム、『俺タチのまとめ盤』にて初収録された。
- 「蜂の巣 ～煌めく瞳～」
 2013年になんばHatchで行われたワンマンライブ「蜂の巣」のテーマソングとして作られた楽曲であり、来場者限定で音源の収録されたDVDが無料配布された。2014年のツアー「DREAMING TOUR vol.3」の最終公演で初披露された。
- 「ハレルヤ」
 2014年から2015年にかけて放送されていたYouTubeの公式チャンネル「CHAN☆DRAFT」内で制作された楽曲。2014年に福岡で行われたファンクラブツアー「Bee旅夢気分」のスペシャルライブで初披露。

## 楽曲提供
| 発売日        | 曲名             | 収録された作品                     |      |
| ------------- | ---------------- | ---------------------------------- | ---- |
| 2012年2月22日 | 失いたくないから | 乃木坂46「ぐるぐるカーテン」Type-C | 作曲 |

## ミュージック・ビデオ
| 監督                  | 曲名                                                                                          |
| --------------------- | --------------------------------------------------------------------------------------------- |
| 大木綾子              | 「5年後…」                                                                                    |
| 大喜多正毅            | 「TRAIN」「ワンダフルデイズ」「夜空」                                                         |
| 志伯健太郎 & 三國喜昭 | 「ラヴソング」                                                                                |
| 末田健                | 「SUMMER DAYZ」                                                                               |
| 須永秀明              | 「情熱」                                                                                      |
| 多田淳一              | 「あいたくて、あえなくて、あいしてる」「カレンダー 〜ケンカしたり、ふざけたり、泣かせたり〜」 |
| tatsuaki              | 「ダイヤモンド 〜世界で一番固いイシ〜」「一度きりの大声で」                                   |
| 牧鉄馬                | 「一歩一歩〜終わりなき道しるべ〜」                                                            |
| 行定勲                | 「青春の雨(なみだ)」                                                                          |
| 吉田康弘              | 「フルサト」                                                                                  |
| 不明                  | 「アイヲクダサイ」                                                                            |

## ライブツアー

### 出演イベント
- 2007年08月11日 - SUMMER SONIC 2007
- 2007年10月27日 - MINAMI WHEEL 2007
- 2008年11月03日 - MINAMI WHEEL 2008
- 2010年08月26日 - TREASURE05X 2010 ～ONE STEP CLOSER 2ND DAY～
- 2011年08月13日 - SUMMER SONIC 2011
- 2011年08月19日 - TREASURE05X 2011 ～GOLD RUSH～
- 2012年06月15日 - SURESHOT!next
- 2012年07月06日 - FILTER88 夏の祭典スペシャル!!
- 2012年08月24日 - TREASURE05X 2012 ～come alive～
- 2012年09月22日 - FILTER88 10周年スペシャル!!
- 2013年05月17日 - FILTER88 五月晴れスペシャル!!
- 2013年09月07日 - Sunset Live 2013
- 2013年09月22日 - FILTER88 11th anniversary
- 2014年03月29日 - TRC×クローズEXPLODE Racing
- 2014年06月08日 - SURESHOT!next
- 2014年08月08日 - FILTER88 夏の祭典8×4スペシャル!!
- 2014年08月29日 - 磐田ミュージックフェス2014
- 2014年09月13日 - MARUGAME GROOVE
- 2014年09月27日 - FILTER88 12th anniversary
- 2014年11月14日・15日 - 逗子三兄弟 今夜はステイ ウィズゥミー!!!～ぼっけぇ岡山編～
- 2014年11月21日 - 「音楽ノチカラ」SPECIAL LIVE ONE☆DRAFT × シクラメン IN 西の丸ドーム
- 2014年12月22日 - FILTER88 大忘年会スペシャル!!
- 2015年04月03日 - FILTER88 春爛漫スペシャル!!
- 2015年06月06日 - FILTER88外伝 in 滋賀
- 2015年06月07日 - LMAX(LIVE MAX PICCADILLY)
- 2015年06月13日 - TEE☆DRAFT 蜂桜祭～蜂の巣 in 野音への道～
- 2015年07月19日 - GOLDEN TIMES SPECIAL -Founding 10th Anniversary-
- 2016年03月28日 - FM FUJI presents BeaTree ～Special Live Set2016～
- 2016年08月12日 - 熱球魂
- 2016年08月28日 - HILLBILLY
- 2016年12月28日 - 日本橋Style

## 出演

### ラジオ
- ONE☆DRAFTのドラフト会議（2007年～2009年、FM福岡・FM愛知）
- RADIO SESSIONS「ワン☆ドラフトの☆☆★レスト乱」（2008年～2009年、JFN系）

### テレビ
- ONE☆DRAFTの情熱WAY（2009年 - 2010年、MUSIC ON! TV）

## エピソード
- アーティストロゴはサッポロビールが製造・販売している第三のビール「DRAFT☆ONE」（ドラフトワン）の初代ロゴ（吉田秀彦がCMに出演していた時代）とほとんど同じだったが、サッポロ社に承諾を得ていたかどうかは不明。なお「DRAFT☆ONE」は2007年にロゴを変更している。
- ONE☆DRAFTのデビュー曲である「フルサト」を、映画「キトキト!」の最初の試写会で聴いた女優・大竹しのぶは『映画の内容とぴったり合っていて映画の完成の喜びをかみしめながら、胸がいっぱいになりました。』とコメントしている。また、『映画の初日にお会いしたメンバーの皆さんは、とても素敵でキラキラしていました。たくさんの人に愛される歌をこれからも、歌ってほしいと思います。』とエールを送った。そしてその試写会のパーティーで大竹しのぶとONE☆DRAFTは「歌と映画をヒットさせてハワイに行こう」という約束を交わした。